# Partei der ungarischen Gemeinschaft
Die Partei der ungarischen Gemeinschaft (ungarisch: Magyar Közösség Pártja MKP; slowakisch: Strana maďarskej komunity SMK, offizielle Abkürzung SMK-MKP, bis September 2012 ungarisch Magyar Koalíció Pártja, slowakisch Strana maďarskej koalície, deutsch Partei der ungarischen Koalition) war eine konservative Partei der ungarischen Minderheit in der Slowakei. Sie galt als der ungarischen Fidesz-Partei mit Viktor Orbán nahestehend.
Die konservative Partei entstand durch Zusammenschluss mehrerer ungarischer Parteien in der Slowakei – der konservativen Ungarischen Christlich-Demokratischen Bewegung (MKDH), der nationalistischen Partei mit der Bezeichnung «Zusammenleben» (Spolužitie) und der liberalen Ungarischen Bürgerpartei (MOS). Sie wurde ab ihrer Gründung im Jahr 1998 bis 2007 von Béla Bugár geführt. 2007 wurde die gesamte Parteiführung ausgewechselt, Bugár brach mit der Partei. Neuer Vorsitzender wurde Pál Csáky, ihm folgte 2010 József Berényi. Bugár gründete kurze Zeit später die Partei „Most–Híd“ (Brücke), die zwar auch die Belange der ungarischen Minderheit vertritt, sich aber klar von Fidesz abgrenzt.
Bei der Parlamentswahl 2006 gewann die MKP 11,68 % der Stimmen und 20 Mandate. Bei der Wahl 2010 erreichte die Partei nur noch 4,33 % der Stimmen, sie verlor damit sämtliche Sitze im Parlament. Vom Niedergang der SMK profitierte insbesondere die neue Partei Most–Híd. Auch 2012 konnte sie mit einem Stimmenanteil von 4,28 % die 5%-Hürde nicht überwinden, ebenso wie bei der Wahl 2016, bei der sie wiederum auf 4,28 % der Stimmen kam. Die Partei hatte von 2014 bis 2019 einen Abgeordneten im Europäischen Parlament, ansonsten war sie nur noch auf der Kommunalebene vertreten.
Zum 27. September 2021 fusionierte die Partei zusammen mit zwei anderen ungarischen Parteien in der Slowakei - Most–Híd und MKÖ-MKS - zur neuen Partei Allianz (ungarisch Szövetség, slowakisch Aliancia) und somit endete die Existenz als eigenständige Partei.